# Гімн Адигеї
Гімн Республіки Адигея є символом державності Адигеї. Гімн був затверджений ухвалою Верховної Ради Адигеї 25 березня 1992. Це стало одним з перших рішень першого після розпаду СРСР скликання парламенту республіки.

## Автори гімну
- Ісхак Машбаш — народний письменник Республіки Адигея і Кабардино-Балкарської Республіки, лауреат Державних премій СРСР, РРФСР, Республіки Адигея, в наш час[коли?] член Суспільної палати Росії;
- Умар Тхабісимов (1919—1998) — народний артист Російської Федерації і Республіки Адигея, лауреат Державної премії Республіки Адигея.